# Jean Navarre
Pour les articles homonymes, voir Navarre (homonymie).
 (mars 2024).
Jean Navarre, né le 8 août 1895 à Jouy-sur-Morin (Seine-et-Marne) et mort le 10 juillet 1919 à Villacoublay (Seine-et-Oise), est un aviateur et un as de la Première Guerre mondiale français.

## Biographie

### Jeunesse

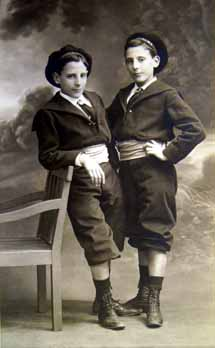
Les frères jumeaux Navarre en 1905.

Jean Navarre et son frère jumeau Pierre Navarre (1895-1916) naissent dans une famille de onze enfants, ils sont les premiers enfants d'André Navarre (1868-1942), ingénieur, industriel papetier et de Jeanne de Coëscon (1875-1949), musicienne.
Très indiscipliné dans sa jeunesse, systématiquement renvoyé des collèges qu'il fréquenta, tout comme son frère Pierre Navarre, il fut confié en 1910 à un précepteur, l'abbé Barges, puis envoyé dans une pension anglaise, et de nouveau confié à l'abbé après sa fugue d'Angleterre. Lassé de ses écarts de conduite, son père le fit entrer en usine où il ne resta pas. Il fréquenta ensuite une école de mécanique d'où il fut renvoyé, puis en 1913 une école technique. Il nourrissait alors le projet d'entrer à l'École supérieure d'aéronautique, s'étant pris avec son frère jumeau d'une passion pour l'aviation naissante.

### Première Guerre mondiale

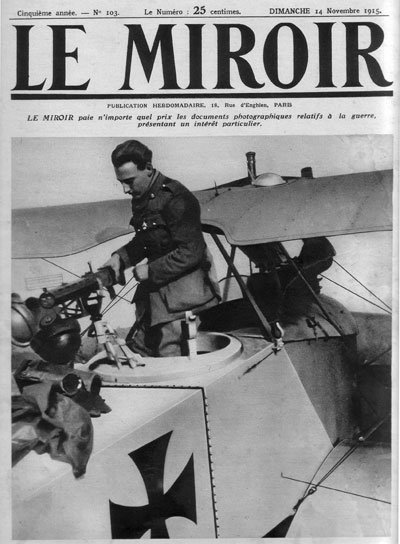
Jean Navarre inspectant un avion capturé (Le Miroir du 14 novembre 1915).

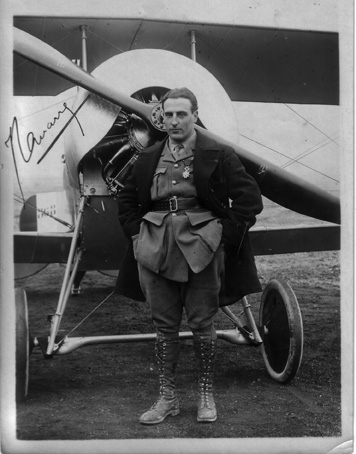
Jean Navarre au printemps 1916 (Photographie signée, archives familiales d'André Navarre).

En juin 1914, il entre à l'école aéronautique des frères Caudron, constructeurs d'avions, deux mois avant que la guerre n'éclate. Sous couvert de mensonges sur son âge et ses capacités de voler, il réussit alors à se faire incorporer dans l'armée, sur la base de Saint-Cyr-l'École pour y devenir pilote. Il ne possède en effet aucun brevet civil, pourtant obligatoire pour être recruté. Son apprentissage achevé à Lyon-Bron, il est affecté dans une escadrille équipée de Farman MF.7 (dit « cage à poule »), s'en fait renvoyer pour indiscipline et se retrouve à Villacoublay pour y apprendre le pilotage sur Morane-Saulnier Type L (dit « parasol »).
En 1915, il rejoint à Muizon, près de Reims, la première escadrille de chasse voulue par le commandant de Rose, la M.S.12 qui est commandée par le lieutenant de Bernis (Ve Armée). À bord d'un Morane-Saulnier "Parasol", avion biplace, il sillonne le ciel avec ses camarades Pelletier-Doisy (pilote), Robert (observateur) et Chambe (observateur) notamment. Le 1er avril 1915, avec son équipier, le sous-lieutenant Robert, il connaît son premier succès, contraignant un avion allemand à se poser dans les lignes françaises. C'est la troisième victoire aérienne française, le jour même de la première victoire de Roland-Garros (2e victoire aérienne française) qui expérimente alors dans son monoplace le tir à travers l'hélice. Il est nommé sergent et reçoit la médaille militaire. Au cours du même mois, il remportera 6 victoires, dont 2 seulement seront homologuées. L'escadrille sera équipée de quelques Morane-Saulnier Type N, les premiers avions de chasse spécifiques ; puis en juin, après avoir accompli trois missions spéciales derrière les lignes ennemies, il est fait chevalier de la Légion d'honneur. Par la suite, l'escadrille est équipée surtout de Nieuport 11 « Bébé ». L'escadrille prend alors le nom de N. 12.
Au printemps de 1916, après avoir rejoint l'escadrille de chasse N 67 équipée de Nieuport 11, Jean Navarre participe à la grande bataille de Verdun, s'attaquant aux avions allemands quel qu'en soit le nombre, oubliant très souvent de demander l'autorisation de décoller. On le surnomme alors : « Navarre, la sentinelle de Verdun ». Le 1er avril, il est nommé sous-lieutenant et entre dans le club des as (pilotes comptant plus de 5 victoires homologuées). Une de ses techniques consiste à attaquer les roues en l'air en profitant de la surprise de l'ennemi pour le mitrailler. Lorsqu'il ne vole pas, Jean Navarre adore faire la fête, boit plus que de raison et commet de nombreuses frasques (dont un atterrissage sur le toit d'un immeuble en 1916). Aussi se retrouve-t-il fréquemment, mais très temporairement, aux arrêts ou en prison. De fait l'homme ne craint personne, ni les Allemands, ni sa hiérarchie. En mai 1916, il est le premier pilote français à compter 10 victoires homologuées, victoires pour lesquelles il y a plusieurs témoins ou lorsque l'avion ennemi est retombé dans les lignes françaises. Ce seront ses derniers combats car en juin il est très grièvement blessé dans un duel au-dessus des Ardennes, réussissant toutefois à poser son avion à Sainte-Menehould. 
Il compte alors 12 victoires homologuées mais en réalité il en a obtenu plus du double. Quelques mois plus tard, le 15 novembre 1916, il est de nouveau très affecté par la mort au combat de son frère jumeau dans l'escadrille N 69, Pierre Navarre, qui l'avait suivi dans l'Aviation. Buvant beaucoup, nerveusement très éprouvé, il reprend son entraînement en 1917, mais commet l’irréparable dans la nuit du 10 au 11 avril 1917, lors d’une permission à Paris, en fonçant sur plusieurs agents de police avec son automobile. Il blesse l'un d'eux avant de s’enfuir dans la nuit. Arrêté par la gendarmerie à son escadrille, il est incarcéré et jugé mais les médecins militaires le déclarent irresponsable de ses actes, reconnaissant ce que les psychiatres modernes qualifieraient de syndrome de stress post-traumatique. En maison de repos durant tout le restant de la guerre, Navarre ne retournera jamais au front.
La guerre est terminée et Jean Navarre a reçu la Légion d'honneur, la médaille militaire, la croix de guerre 1914-1918 et 6 citations à l'ordre de l'armée. Mais il se refuse à quitter l'Aviation et nourrit plusieurs projets, tous plus fous les uns que les autres : traversée de l'Atlantique comme le réalisera plus tard Charles Nungesser, passage sous l'Arc de triomphe, mais qui n'auront pas le temps de voir le jour. Engagé comme chef pilote chez Morane-Saulnier, il se livre à des vols de démonstration pour la clientèle sur le terrain de Villacoublay, mais il est aussi un pilote d'acrobatie dont on vient de loin admirer les exhibitions.

### Mort
Le 10 juillet 1919, lors d'une descente en vol plané, son avion heurta le mur d'une ferme proche de l'aérodrome. Jean Navarre fut tué. Il n'avait pas encore vingt-quatre ans. Il projetait de réaliser un coup d'éclat à l'occasion du défilé de la Victoire du 14 juillet 1919. 
Il est inhumé au cimetière de Tartas (Landes).
Son père, André Navarre, fut directeur aux Papeteries du Marais à Jouy-sur-Morin, puis il fonda les Papeteries Navarre. Il en fit une grande entreprise papetière qui fut rachetée en 1932 par le groupe Saint-Gobain et exista jusqu'aux années 1970. À Champ-sur-Drac (Isère), ville dans laquelle se trouvait l'une des Papeteries Navarre, son nom ainsi que celui de son frère sont inscrits sur l'un des monuments aux morts de la ville, à la demande de leur père. Le centre socio-culturel et une avenue de Champ-sur-Drac portent son nom, ainsi qu'une rue de Dax et du Mans ; une incertitude existe quant aux délibérations du conseil municipal de Jouy-sur-Morin dans l'entre-deux-guerres.

## Décorations

### Décorations françaises
- Chevalier de la Légion d'honneur (2 août 1915)
- Médaille militaire (6 avril 1915)
- Croix de guerre 1914-1918 (12 palmes)